# Arroyo Seco (Nuevo México)
Arroyo Seco es un lugar designado por el censo ubicado en el condado de Taos en el estado estadounidense de Nuevo México. En el Censo de 2010 tenía una población de 1785 habitantes y una densidad poblacional de 101,01 personas por km².

## Geografía
Arroyo Seco se encuentra ubicado en las coordenadas 36°31′18″N 105°35′10″O / 36.52167, -105.58611. Según la Oficina del Censo de los Estados Unidos, Arroyo Seco tiene una superficie total de 17.67 km², de la cual 17.67 km² corresponden a tierra firme y (0%) 0 km² es agua.

## Demografía
Según el censo de 2010, había 1785 personas residiendo en Arroyo Seco. La densidad de población era de 101,01 hab./km². De los 1785 habitantes, Arroyo Seco estaba compuesto por el 78.94% blancos, el 0.28% eran afroamericanos, el 1.01% eran amerindios, el 0.34% eran asiáticos, el 0% eran isleños del Pacífico, el 16.25% eran de otras razas y el 3.19% pertenecían a dos o más razas. Del total de la población el 45.49% eran hispanos o latinos de cualquier raza.

## Historia
Arroyo Seco fue fundado en el año 1804, en una concesión de tierras española hecha el 7 de octubre de 1745. La iglesia de la Santísima Trinidad fue finalizada en el año 1834 y ha sido restaurada recientemente.

## Eventos
El desfile anual del cuatro de julio de Arroyo Seco es muy reconocido a nivel local.